# Rifugio Bruno Pomilio
Il rifugio Bruno Pomilio è un rifugio montano situato sulla cresta della Maielletta, appartenente al massiccio della Maiella, a 1888 m s.l.m., lungo la strada che da Passo Lanciano sale a cima Blockhaus, all'interno del parco nazionale della Maiella, nel territorio del comune di Rapino, in provincia di Chieti.
Di proprietà del Club Alpino Italiano – Sezione Maiella di Chieti, il rifugio, inaugurato nel 1953 e dedicato al giovane escursionista Bruno Pomilio, deceduto sui Pirenei nel 1939, è stato completamente restaurato nel 2007. Fa parte del comprensorio sciistico di Passolanciano-Maielletta e da esso si dipartono percorsi escursionistici e scialpinistici che raggiungono il Blockhaus (2143 m) e da qui tutte le altre maggiori vette della Maiella, tra cui la cima delle Murelle (2596 m), il monte Acquaviva (2737 m) e il monte Amaro (2793 m), culmine del massiccio.
Da Settembre del 2024 il Rifugio è chiuso.

## Descrizione

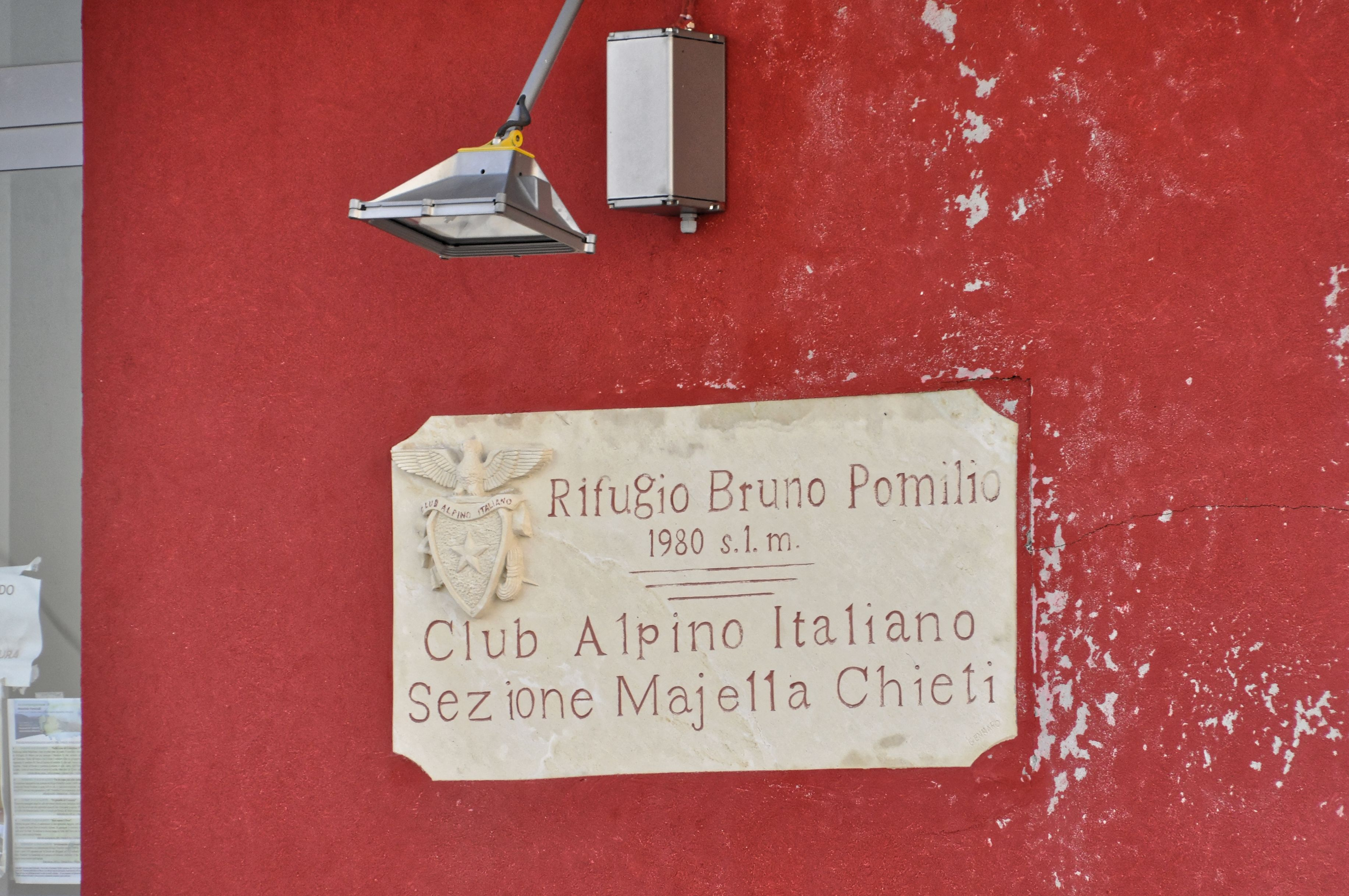
Targa che mostra la proprietà e la quota altimetrica del rifugio, sebbene errata

Dal rifugio Bruno Pomilio, posto nei pressi di cima Mammarosa e intitolato all'omonimo escursionista, deceduto in giovane età sui Pirenei nel 1939, si diparte una sciovia del comprensorio sciistico di Passolanciano-Maielletta, che raggiunge la quota massima intorno ai 2000 m, poco sotto la cima Blockhaus. Verso est, poco più a monte del rifugio, degrada fino al territorio del comune di Pennapiedimonte il profondo e scosceso Vallone delle Tre Grotte. Nelle vicinanze del rifugio sono presenti installazioni di ponti radio di telecomunicazioni che coprono la zona del chietino e del pescarese. Inoltre il rifugio è contornato a sud dalle maggiori cime del massiccio della Maiella, mentre sul lato est dà sulla sottostante zona collinare delle due province, poste ad oltre 1500 m di dislivello più a valle, fino al mare Adriatico e alla Croazia. Nella zona circostante il rifugio sono stati rinvenuti reperti archeologici risalenti all'età del bronzo e al paleolitico.

### Servizi
Dispone di 20 posti letto ed altri servizi di base, come bar e ristorante.

### Accessibilità
Vi si accede in estate ed autunno direttamente dalla Maielletta tramite strada asfaltata; dal rifugio in su la strada è interdetta al traffico veicolare tranne che per le biciclette o a piedi. Tale strada ricalca un sentiero dedicato a Lelio Porreca, fautore della nascita del parco nazionale della Maiella, e al giornalista Indro Montanelli. In inverno e primavera è raggiungibile con gli sci ai piedi sempre dalla Maielletta.

### Ascensioni
- Cima Blockhaus (2143 m)[6];
- Cima delle Murelle (2596 m)[2];
- Cima Mammarosa (1648 m)[6];
- Monte Acquaviva (2737 m)[2];
- Monte Amaro (2793 m)[2];
- Monte Cavallo (2171 m)[6].